# TV Anhanguera Araguaína
TV Anhanguera Araguaína é uma emissora de televisão brasileira sediada em Araguaína, cidade do estado do Tocantins. Opera no canal 11 (24 UHF digital) e é afiliada à TV Globo. Integra a Rede Anhanguera, rede de televisão pertencente ao Grupo Jaime Câmara.

## História
A emissora surgiu em 10 de dezembro de 1976, no então extremo norte de Goiás, retransmitindo a programação da TV Globo e da TV Anhanguera de Goiânia.
Até o ano de 1982 a emissora operava retransmitindo a programação vinda da capital de Goiás através de ônibus, que traziam as fitas, mas em alguns casos as mesmas acabavam se deteriorando ao longo da viagem em função do calor. A transmissão via satélite foi um avanço decisivo para a expansão do veículo.
Quando o Estado do Tocantins foi criado em 1989, a emissora tornou-se a emissora mais antiga do estado recém-criado. Apesar de ser a primogênita no estado, a TV Anhanguera Araguaína não foi a principal emissora da Rede Anhanguera enquanto a Organização Jaime Câmara de Palmas não possuía uma sede própria na capital tocantinense. A OJC alugava escritórios em uma galeria comercial, e neles funcionavam precariamente um departamento comercial e outro de jornalismo. O papel de cabeça de rede no estado do Tocantins ficou por conta da TV Anhanguera Gurupi, que o fez até 2005, quando foi inaugurada uma moderna sede na 102 Norte, em Palmas.
Atualmente a emissora transmite a programação nacional da Globo e a programação estadual gerada em Palmas. São gerados também blocos locais no Jornal Anhanguera.
No dia 24 de outubro de 2012 a Rede Anhanguera lançou durante o Jornal Anhanguera - 1ª edição a nova logomarca, com traços semelhantes aos da TV Globo. Na ocasião, todas as emissoras da rede no interior do estado de Goiás seguiram o exemplo das emissoras tocantinenses e da emissora da capital Goiânia, passando a adotar o nome TV Anhanguera.

## Sinal digital
| PSIP | Canal  | Proporção de tela | Programação                                    |
| ---- | ------ | ----------------- | ---------------------------------------------- |
| 11.1 | 24 UHF | 1080i             | Programação da TV Anhanguera Araguaína / Globo |

A emissora lançou o seu sinal digital pelo canal 24 UHF em 2 de maio de 2014. No mesmo dia, também entrou no ar o sinal digital da TV Anhanguera em Gurupi.
Transição para o sinal digital
Com base no decreto federal de transição das emissoras de TV brasileiras do sinal analógico para o digital, a TV Anhanguera Araguaína cessou suas transmissões pelo canal 11 VHF em 01 de agosto de 2021, seguindo o cronograma oficial da ANATEL. O sinal foi cortado às 06h00, durante a transmissão dos Jogos Olímpicos de Tóquio 2020 na TV Globo, e foi substituído pelo aviso do MCTIC e da ANATEL sobre o switch-off.

## Retransmissoras
- Aguiarnópolis - 21 UHF / 22 UHF digital
- Ananás - 4 VHF / 23 UHF digital
- Angico - 22 UHF / 26 UHF digital
- Aragominas - 12 VHF / 25 UHF digital
- Araguanã - 8 VHF / 29 UHF digital
- Araguatins - 9 VHF / 27 UHF digital
- Augustinópolis - 8 VHF / 22 UHF digital (em implantação)
- Axixá do Tocantins - 6 VHF / 24 UHF digital
- Babaçulândia - 10 VHF / 22 UHF digital
- Barra do Ouro - 13 VHF
- Bom Jesus do Tocantins, PA - 7 VHF / 22 UHF digital
- Buriti do Tocantins - 19 UHF / 25 UHF digital
- Cachoeirinha - 33 UHF / 21 UHF digital
- Carmolândia - 9 VHF / 24 UHF digital
- Carrasco Bonito - 32 UHF / 21 UHF digital
- Colinas do Tocantins - 9 VHF / 24 UHF digital (em implantação)
- Darcinópolis - 25 UHF / 26 UHF digital
- Esperantina - 17 UHF / 23 UHF digital
- Filadélfia - 8 VHF / 24 UHF digital
- Goiatins - 4 VHF / 22 UHF digital
- Guaraí - 2 VHF / 23 UHF digital
- Itacajá - 5 VHF / 38 UHF digital
- Itaguatins - 12 VHF / 23 UHF digital
- Itapiratins - 12 VHF
- Juarina - 13 VHF
- Luzinópolis - 51 UHF / 33 UHF digital
- Maurilândia do Tocantins - 36 UHF / 22 UHF digital
- Muricilândia - 21 UHF /  21 UHF digital (em implantação)
- Nazaré - 3 VHF / 24 UHF digital
- Nova Olinda - 4 VHF / 25 UHF digital
- Pau d'Arco - 10 VHF
- Pedro Afonso - 12 VHF / 22 UHF digital
- Pequizeiro - 10 VHF
- Piraquê - 9 VHF
- Praia Norte - 24 UHF / 23 UHF digital
- Presidente Kennedy - 4 VHF / 25 UHF digital
- Riachinho - 7 VHF
- Sampaio - 30 UHF / 23 UHF digital
- Santa Fé do Araguaia - 19 UHF / 23 UHF digital (em implantação)
- Santa Terezinha do Tocantins - 13 VHF / 24 UHF digital
- São Bento do Tocantins - 23 UHF / 22 UHF digital
- São Miguel do Tocantins - 50 UHF / 23 UHF digital
- São Sebastião do Tocantins - 11 VHF / 23 UHF digital
- Sítio Novo do Tocantins - 27 UHF / 22 UHF digital
- Tabocão - 7 VHF
- Tocantinópolis - 6 VHF / 24 UHF digital
- Tupirama - 13 VHF / 22 UHF digital
- Tupiratins - 13 VHF
- Wanderlândia - 8 VHF / 23 UHF digital
- Xambioá - 5 VHF / 22 UHF digital